# Nossa Senhora da Hora
Nossa Senhora da Hora ou Nossa Senhora da Boa Hora ou Nossa Senhora do Parto ou Nossa Senhora do Bom Parto é uma devoção mariana, invocada para interceder nos instantes das maiores aflições: para a cura das doenças do corpo e da alma, e especialmente na hora do parto, protegendo a vida das mulheres grávidas e dos bebês, e também na hora da morte.

## Portugal
Nossa Senhora da Hora é Padroeira da cidade da Senhora da Hora , no concelho de Matosinhos. 
É também venerada na capela de Nossa Senhora da Hora, na freguesia de Nogueira, do concelho da Maia e na freguesia de Lamoso, pertencente ao concelho de Paços de Ferreira.

## Festividade
Festas de Nossa Senhora da Hora - Quinta feira da Ascensão (40 dias depois da Páscoa)